# Bureau megye
Bureau megye az Amerikai Egyesült Államokban, azon belül Illinois államban található. Megyeszékhelye és legnagyobb városa Princeton. Lakosainak száma 33 244 fő (2020. április 1.).

## Szomszédos megyék
- Whiteside megye (északnyugat)
- Lee megye (észak)
- LaSalle megye (kelet)
- Putnam megye (délkelet)
- Marshall megye (dél)
- Stark megye (délnyugat)
- Henry megye (nyugat)

## Népesség
A megye népességének változása:
| Lakosok száma | 34 902 | 34 638 | 34 314 | 34 056 | 33 587 | 33 244 |
|               | 2010   | 2011   | 2012   | 2013   | 2015   | 2020   |